# Departamentul Tacuarembó
Departamentul Tacuarembó este cel mai mare departament din Uruguay și face parte din regiunea nordică. Capitala sa este Tacuarembó. Se învecinează cu departamentul Rivera la nord și est, cu departamentele Salto, Paysandú și Río Negro la vest, având Río Negro care curge de-a lungul graniței sale de sud, separându-l de departamentele Durazno și Cerro Largo.

## Istorie
Prima împărțire a Republicii în șase departamente s-a realizat la 27 ianuarie 1816. Alte două departamente s-au format mai târziu în acel an. În acea perioadă, departamentul Paysandú includea tot teritoriul la nord de Río Negro, care includea departamentele actuale Artigas, Rivera, Tacuarembó, Salto, Paysandú și Río Negro. La 17 iunie 1837, a fost realizată o nouă diviziune a Uruguayului și acest teritoriu a fost împărțit în trei părți. Ca urmarea a acestei împărțiri departamentul Tacuarembó includea actualul departament Rivera până când au fost despărțite în 1884

## Populație și demografie
Populație și demografie
În urma recensământului din 2011, Departamentul Tacuarembó avea o populație de 90.053 (bărbați și femei) și 37.647 de gospodării.
Date demografice pentru Departamentul Tacuarembó în 2010:
- Rata de creștere a populației: 0,786%
- Rata natalității: 16,69 nașteri/1.000 de persoane
- Rata mortalității: 8,21 de decese/1.000 de persoane
- Vârsta medie: 31,1 (29,7 bărbați, 32,4 femei)
- Speranța de viață la naștere:
  - Total populație: 76,17
  - Bărbați: 71,70
  - Femei: 81,32
- Venitul mediu pe gospodărie: 21.854 pesos/lună
- Venit urban pe cap de locuitor: 8.844 pesos/lună